# لي يوي
لي يوي هي راكبة الكنو صينية، ولدت في 27 أكتوبر 1993.

## وصلات خارجية
- لي يوي على موقع أوليمبيديا (الإنجليزية)
- لي يوي على موقع اللجنة الأولمبية الصينية (الإنجليزية)